# Keith Hickman
Keith Hickman   (Oxford, c. 1945) és un antic pilot de motocròs anglès de renom internacional durant la dècada del 1960. Membre de l'equip oficial de BSA, participà durant anys al Campionat del Món de 500cc (el 1969 hi quedà vuitè) i acabà tercer al Campionat britànic dues temporades seguides (1969 i 1970). Al llarg de la seva carrera, que va durar 13 anys, va pilotar motocicletes Greeves, Dot, una Triumph bicilíndrica, una Cheney Gold Star, diverses BSA oficials i una Husqvarna 400.
El seu pare, fabricant de carrosseries d'automòbil a Oxford, va córrer diverses temporades en curses de grasstrack locals. Quan Keith era un nen, li va comprar una NSU Quickly perquè la conduís pel jardí de casa seva. A començaments de 1958, el va portar a veure el seu primer scramble, el qual el va captivar. Tot i que a l'època no hi havia competicions infantils, a la primavera el pare li va regalar una Greeves 197cc que li havia comprat a John Avery. El cap de setmana següent, Keith Hickman es va apuntar a la seva primera cursa, quan encara li faltaven mesos per a fer els 15 anys. Els organitzadors, però, van fer els ulls grossos i va poder prendre la sortida. Des del primer moment, l'scramble va esdevenir un assumpte familiar: els pares conduïen, amb Keith i tres dels seus quatre germans al cotxe i la Greeves en un remolc. A la tercera cursa que va córrer, a Stoke Lyn, prop de Bicester (Oxfordshire), va acabar tercer i va guanyar cinc xílings. Encara en conerva el xec com a record.
Hickman es va retirar a 27 anys, després d'una cursa a Settimo (Itàlia) el 4 d'octubre de 1972. Actualment jubilat, després d'haver treballat molts anys en el negoci familiar de lampisteria i calefacció, viu amb la seva dona Hilary en un poblet a prop d'Oxford.

## Palmarès
Font:
| Any  | Motocicleta | C. del món 500cc | C. britànic 500cc |
| ---- | ----------- | ---------------- | ----------------- |
| 1964 | BSA         | -                | 6è                |
| 1965 | BSA         | -                | -                 |
| 1966 | BSA         | -                | 8è                |
| 1967 | BSA         | 14è              | 9è                |
| 1968 | BSA         | 22è              | 4t                |
| 1969 | BSA         | 8è               | 3r                |
| 1970 | BSA         | 15è              | 3r                |
| 1971 | BSA         | -                | 7è                |